# کوتی سارک
کاتی سارک یک کشتی گیر بریتانیایی است.  او در سال 1869 در رودخانه لون، دامبارتون، اسکاتلند برای خط کشتیرانی جوک ویلیس ساخته شد.  کشتی، که با تسخیر کشتی های بخار مسیرهای خود را متوقف کرد.